# Saxão Gramático

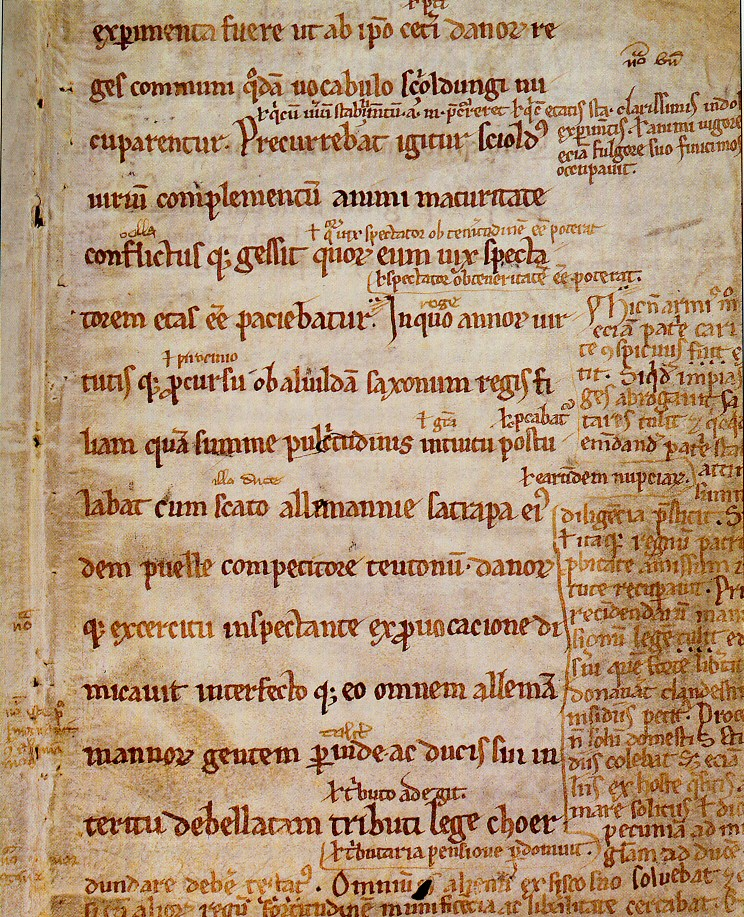
Fragmento de Angers da Feitos dos Danos de Saxão, na Biblioteca Real de Copenhague. Este fragmento, de quatro fólios de pergaminho, é o único fragmento que se sabe ao certo ter sido escrito pela mão de Saxão

Saxão Gramático (em latim: Saxo Grammaticus), também conhecido como Saxão, o Erudito e Saxão, o Alto (Saxo cognomine Longus; {langx|da|Sakse}}; c. 1150 - c. 1220)
foi um historiador da Dinamarca medieval, que se julga ter sido um escrivão secular do arcebispo Absalão de Lund. É o autor da primeira história da Dinamarca, conhecida como Gesta Danorum (Feitos dos Danos ou História da Dinamarca).

## Vida
Segundo a Crónica da Jutlândia, Saxão nasceu na Zelândia (em dinamarquês:  Sjælland). Parece pouco provável que tenha nascido antes de 1150, e supões-se que a sua morte terá ocorrido por volta de 1220. O seu nome, Saxão, era um nome comum na Dinamarca medieval. O nome "Gramático" ("o Erudito") foi-lhe atribuído pela primeira vez na Crónica da Jutlândia, e na Crónica da Zelândia Saxão é referido como cognomine Longus ("o Alto").
Saxão viveu durante um período de guerras e expansão na história da Dinamarca, expansão essa liderada pelo arcebispo Absalão de Lund e os reis Valdemar I, o Grande (1157-1182) e o seu neto Valdemar II, o Vitorioso (1202-1240). Os dinamarqueses encontravam-se na época ameaçados pelos Vendos ao sul, que faziam ataques ao longo da fronteira terrestre e infestavam os mares. Valdemar I acabara de ganhar uma guerra civil, e mais tarde Valdemar II chefiou uma expedição além do Elba para invadir Holstein.
Saxão era oriundo de uma família de guerreiros; o autor escreve que o seu pai e avô “eram conhecidos frequentadores do campo de guerra do seu renomado senhor (Valdemar I)," e que ele próprio decidira ser soldado, seguindo "o velho direito de serviço hereditário." Svend Aagesen, um nobre dinamarquês e autor de uma história da Dinamarca ligeiramente anterior à de Saxão, descreve o seu contemporâneo como seu contubernalis, isto é, camarada de tenda. Isto prova que Saxão e Sven podem ter sido soldados na Hird ou guarda real, visto Sven ter usado a palavra contubernium em relação a estes.
Encontramos ainda um Saxão numa lista de clérigos em Lund, na Escânia, então uma província dinamarquesa, onde se encontra também um Sven como arcediago. Do mesmo modo encontramos um deão Saxão que morreu em 1190; esta data, no entanto, não coincide com o que se conhece de Saxão.
Ambos os argumentos ― o de um Saxão religioso ou secular ― sugerem que ele teria recebido uma boa educação, visto os clérigos receberem educação em Latim, e os filhos dos grandes senhores frequentemente serem enviados a Paris.
A educação e habilidade de Saxão apoia a noção de que teria sido educado fora da Dinamarca. Alguns sugerem que o cognome "Gramático" se refere não à sua educação, mas sim ao seu elaborado estilo de escrita. Sabemos através da sua escrita que se encontrava no séquito de Absalão, bispo de Roskilde (1158) e mais tarde arcebispo de Lund (1178), e o principal conselheiro de Valdemar I. No seu testamento Absalon perdoa a seu escrivão Saxão uma pequena dívida de dois marcos e meio de prata, e pede-lhe que devolva dois livros emprestados do mosteiro de Sorø.
O legado de Saxão Gramático é a histórica heroica dos Dinamarqueses em dezasseis volumes chamada Feitos dos Danos.

## Feitos dos Danos
No prefácio da obra, Saxão escreve que o seu patrono, Absalão, o arcebispo de Lund, o encorajara a escrever uma história heroica dos dinamarqueses. A história pensa-se ter sido iniciada cerca de 1185, depois de Sven Aggesen ter escrito a sua história.
O propósito da Feitos dos Danos era, como escreve Saxão, "glorificar a nossa pátria," o que ele realizou seguindo o modelo da Eneida de Vergílio. Saxão pode também dever muito a Platão, Cícero, e ainda a escritores mais contemporâneos como Godofredo de Monmouth. A história dos dinamarqueses de Saxão foi compilada a partir de fontes cujo valor histórico é questionável. O autor aproveitou a tradição oral dos islandeses, tomos antigos, letras esculpidas em rochas e pedras, e afirmações do seu patrono, Absalão, quanto à história de que o arcebispo tinha feito parte. O trabalho de Saxão não é assim, "strictu senso", uma história ou uma simples coleção de contos antigos, mas antes "um produto da mente do próprio Saxão e dos seus tempos." O autor combina a história e mitologia da era heroica da Dinamarca, e transforma-as numa estória sua sobre o passado dos dinamarqueses.
A história é composta por dezasseis livros, e vai desde a era dos fundadores lendários do povo dinamarquês, rei Dan da Dinamarca e o seu irmão Angul ― este o progenitor dos ingleses ― até cerca de 1187. Os primeiros quatro tomos tratam da história dos dinamarqueses antes de Cristo; os quatro seguintes tratam da história pagã depois de Cristo; os livros 9-12 tratam da Dinamarca cristã depois da evangelização iniciada por Ansgário de Hamburgo no século IX; e os livros 13-16 promovem o arcebispo de Lund e as a suas façanhas antes e durante a vida do autor.
Presume-se que os últimos oito livros tenham sido escritos primeiro, por Saxão se basear fortemente no testamento de Absalão (†1202) como fonte para os tempos de Valdemar I e de Canuto IV (Canuto, o Santo, 1080-1086), tio-avô de Valdemar I.
Os oito livros primeiros assemelham-se às obras contemporâneos de Snorri Sturluson na Islândia. Tratam de elementos míticos, tais como gigantes, e do panteão de deuses escandinavos. Saxão relata que Dan, primeiro rei da Dinamarca, tinha um irmão chamado Angul, que teria dado o seu nome aos Anglos. O autor conta ainda estórias sobre vários outros heróis dinamarqueses, muitos dos quais interagem com os deuses da mitologia nórdica. Os deuses pagãos de Saxão, no entanto, não eram sempre benevolentes: por vezes eram traiçoeiros, tal como na estória de Haroldo, rei lendário dos dinamarqueses, que foi ensinado nas artes da guerra por Odin para depois ser traído e morto pelo deus, que posteriormente o levou a Valhala.
O mundo de Saxão transparece como um de valores fortemente guerreiros. O autor glorifica os heróis que conquistaram a sua fama na guerra muito mais do que os que fizeram a paz. A sua opinião do período de paz durante o rei Frode era muito baixa, e Saxão apenas se mostra satisfeito quando o rei Canuto fez voltar os velhos costumes ancestrais.
A cronologia de Saxão estende-se até os tempos de São Canuto no final do século XI e do seu sobrinho neto Valdemar I cem anos mais tarde. Talvez a parte mais importante de toda a sua história dos dinamarqueses é a estória de Amleth, a primeira ocorrência de Hamlet. Saxão baseou a estória num conto oral de um filho vingando o pai assassinado.
O autor terminou a sua obra com o prefácio, escrito por último, cerca de 1216, já com Anders Sunesen, que substituíra Absalão como arcebispo de Lund, como patrono. No prefácio da obra Saxão incluiu uma calorosa apreciação de ambos os arcebispos e do rei reinante, Valdemar II.

## Contribuição histórica
Christiern Pedersen, um clérigo de Lund, colaborou com Jodocus Badius Ascendius, outro entusiasta, na impressão da obra de Saxão Gramático no início do século XVI. Este foi o primeiro passo para garantir a importância histórica da Feitos dos Danos. Foi a partir de então que a obra começou a ser divulgada entre a comunidade académica. Oliver Elton, o primeiro a traduzir os primeiros nove livros da Feitos dos Danos para a língua inglesa, escreveu que Saxão foi o primeiro escritor da Dinamarca. A habilidade de Saxão como latinista foi elogiada por Erasmo, que se perguntou como "“ um dinamarquês daquela era adquirira tão grande eloquência.”"
Foram feitas várias tentativas de entender estilo de latim de Saxão e posicioná-lo na história, para melhor se compreender onde o autor terá sido educado. Alguns consideraram que o latim de Saxão tem mais em comum com uma educação jurídica que religiosa, e sobre a sua poesia se pensa que contém vestígios de paralelismo retórico.
Hoje Saxão é visto pelos dinamarqueses como o seu primeiro historiador nacional. As suas obras foram recebidas com entusiasmo pelos eruditos do Renascimento, curiosos sobre a história e lendas da era pré-cristã da Dinamarca. A narrativa histórica de Saxão é no entanto divergente das dos seus contemporâneos, especialmente os da Noruega e Islândia, em cujas obras os heróis e vilões trocam de nacionalidade, apresentando assim uma interpretação contrária. Existem ainda diferencias entre o trabalho de Saxão e o do seu compatriota contemporâneo Sven Aggesen; estas diferenças são frequentemente resultado de elaboração da narrativa por parte de Saxão. A sua relação da estória de Thyri, por exemplo, é muito mais fantástica e exagerada que a estória que Sven apresenta. Como resultado deste estilo e elaboração, a história de Saxão tem frequentemente sido alvo de críticas. A inclusão da estória de Amleth por Saxão é a parte mais significante da Feitos dos Danos. No entanto, a obra também tem valor pela sua descrição da canonização de Canuto, e ainda através da comparação com os trabalhos de Snorri, cujas obras partilham muitos dos mesmos protagonistas e estórias, assim contribuindo para um melhor entendimento da Escandinávia pré-cristã.
O Instituto de História da Universidade de Copenhague é hoje chamado Saxo Instituttet em sua honra.